# Championship League
La Championship League es la denominación que reciben dos torneos de snooker, uno de ranking y otro de invitación, que se celebran en diferentes puntos de Inglaterra. Los vigentes campeones son John Higgins, que se impuso (3-1) a Judd Trump en la final de la última edición del de invitación, y Luca Brecel, que ganó (3-1) a Lu Ning en el último partido de la postrera edición del de ranking.

## Historia

### Ganadores
| Año                                 | Ganador         | Resultado          | Subcampeón        | Sede                             | Referencias |
| ----------------------------------- | --------------- | ------------------ | ----------------- | -------------------------------- | ----------- |
| Championship League (de invitación) |                 |                    |                   |                                  |             |
| 2008                                | Joe Perry       | 3-1                | Mark Selby        | Crondon Park Golf Club (Stock)   | [ 3 ]       |
| 2009                                | Judd Trump      | 3-2                | Mark Selby        | Crondon Park Golf Club (Stock)   | [ 3 ]       |
| 2010                                | Marco Fu        | 3-2                | Mark Allen        | Crondon Park Golf Club (Stock)   | [ 3 ]       |
| 2011                                | Matthew Stevens | 3-1                | Shaun Murphy      | Crondon Park Golf Club (Stock)   | [ 4 ] [ 3 ] |
| 2012                                | Ding Junhui     | 3-1                | Judd Trump        | Crondon Park Golf Club (Stock)   | [ 5 ]       |
| 2013                                | Martin Gould    | 3-2                | Ali Carter        | Crondon Park Golf Club (Stock)   | [ 6 ]       |
| 2014                                | Judd Trump      | 3-1                | Martin Gould      | Crondon Park Golf Club (Stock)   | [ 7 ]       |
| 2015                                | Stuart Bingham  | 3-2                | Mark Davis        | Crondon Park Golf Club (Stock)   | [ 8 ]       |
| 2016                                | Judd Trump      | 3-2                | Ronnie O'Sullivan | Crondon Park Golf Club (Stock)   | [ 9 ]       |
| 2017                                | John Higgins    | 3-0                | Ryan Day          | Ricoh Arena (Coventry)           | [ 10 ]      |
| 2018                                | John Higgins    | 3-2                | Zhou Yuelong      | Ricoh Arena (Coventry)           | [ 11 ]      |
| 2019                                | Martin Gould    | 3-1                | Jack Lisowski     | Ricoh Arena y Barnsley Metrodome | [ 12 ]      |
| 2019-20                             | Scott Donaldson | 3-0                | Graeme Dott       | Morningside Arena (Leicester)    | [ 13 ]      |
| 2020                                | Luca Brecel     | todos contra todos | Ben Woollaston    | Marshall Arena (Milton Keynes)   | [ 14 ]      |
| 2021                                | Kyren Wilson    | 3-2                | Mark Williams     | Stadium MK (Milton Keynes)       | [ 15 ]      |
| 2022                                | John Higgins    | 3-2                | Stuart Bingham    | Morningside Arena (Leicester)    | [ 16 ]      |
| 2023                                | John Higgins    | 3-1                | Judd Trump        | Morningside Arena (Leicester)    | [ 1 ]       |
| Championship League (de ranking)    |                 |                    |                   |                                  |             |
| 2020                                | Kyren Wilson    | 3-1                | Judd Trump        | Stadium MK (Milton Keynes)       | [ 17 ]      |
| 2021                                | David Gilbert   | 3-1                | Mark Allen        | Morningside Arena (Leicester)    | [ 18 ]      |
| 2022                                | Luca Brecel     | 3-1                | Lu Ning           | Morningside Arena (Leicester)    | [ 2 ]       |
| 2023                                | Shaun Murphy    | 3-0                | Mark Williams     | Morningside Arena (Leicester)    | [ 19 ]      |